# Jimma Aba Jifar FC
Jimma Aba Jifar Football Club w skrócie Jimma Aba Jifar FC – etiopski klub piłkarski grający w drugiej lidze etiopskiej, a niegdyś w pierwszej lidze etiopskiej, mający siedzibę w mieście Dżimma.

## Sukcesy
- I liga[1]:
  - mistrzostwo (1): 2017/2018

## Występy w afrykańskich pucharach
| Sezon     | Rozgrywki           | Runda    | Kraj    | Klub                           | Dom | Wyjazd | Dwumecz |
| --------- | ------------------- | -------- | ------- | ------------------------------ | --- | ------ | ------- |
| 2018/2019 | Liga Mistrzów       | wstępna  | Dżibuti | AS Ali Sabieh Djibouti Télécom | 2–2 | 3–1    | 5–3     |
| 2018/2019 | Liga Mistrzów       | 1        | Egipt   | Al-Ahly Kair                   | 1–0 | 0–2    | 1–2     |
| 2018/2019 | Puchar Konfederacji | play-off | Maroko  | Hassania Agadir                | 0–1 | 0–4    | 0–5     |

## Stadion
Domowe mecze klub rozgrywa na stadionie o nazwie Jimma Stadium w Dżimmie, który może pomieścić 10000 widzów.

## Reprezentanci kraju grający w klubie
Stan na kwiecień 2023.
| - Henok Adugna - Dawit Assefa - Yihun Endashew - Dawit Estifanos - Dawit Fekadu - Aschalew Girma - Seid Habtamu - Biruk Kelbore - Elias Mamo | - Mesud Mohammed - Nejib Sani - Zerihun Tadele - Shimelis Tegegne - Siyoum Tesfaye - Asrat Tonjo - Daniel Adjei - Mamadou Sidibé |